# Pseudomastax taeniata
Pseudomastax taeniata är en insektsart som först beskrevs av Henri Saussure 1903.  Pseudomastax taeniata ingår i släktet Pseudomastax och familjen Eumastacidae. Inga underarter finns listade i Catalogue of Life.